# 塔蘭奇
塔蘭奇（维吾尔语：‎），或塔兰奇人、塔兰奇族、萨尔特-塔兰奇、伊犁維吾爾族，为蒙古语音译，有译作“塔里雅沁回子”，意为耕地人、种麦子的人，是准噶尔汗国噶尔丹执政时期，所奴役的回部（南疆）民众。他们是维吾尔族的先民之一，亦是最早进入北疆的穆斯林族群。
1680年代，噶尔丹征服南疆的葉爾羌汗國，强迫南疆各地回民前往伊犁河谷开垦土地，种地纳租。塔蘭奇多数来自喀什，也有來源是阿克蘇、拜城、烏什、哈密。他们是國家农奴，不能逃出伊犁，否则被嚴拿治罪。除了伊犁河谷外，在伊犁河以北的伊寧與以南的海努克、以及在哈薩克南部的潘菲洛夫也有。
清朝平定準噶爾后，清廷为供应八旗駐軍糧食与开发伊犁，保留此制度（后来南疆来伊犁的回部新移民，塔兰奇人称之为“喀什噶尔人”，以示区别）。派吐鲁番及南疆迁六千多户农民至伊犁屯田纳粮，叫回屯。1760年初步实行，第一批五百户、第二批500户、第三批200户。1761年再派一千户，他们多数是吐鲁番、阿克苏、乌什、库车、拜城、赛里木、沙雅尔人，到1768年满6000户不再进行移民。他们每年交16石粮食。塔兰奇人由清廷特派的吐鲁番郡王之子穆萨为首任伊犁阿奇木伯克管理（阿奇木伯克也有權把犯罪的自由回人變成塔蘭奇），下辖各级伯克，自成系统(上級是駐惠遠城的伊犁將軍)。
塔兰奇在同治陝甘回變後反清，起初和東干人合作但後來反目屠杀伊犁的東人。民国时期，正式确立维吾尔族，塔兰奇与之分立，成为新疆14个主要民族之一，后编回维吾尔。
在中华人民共和国的民族识别上，塔兰奇人归入维吾尔族，但伊犁地区仍有维吾尔人自称塔兰奇，作为维吾尔族概念之下的一个群体。他們也是哈薩克斯坦維吾爾族中的最大支系。